# Stine Larsen (Leichtathletin)
Stine Larsen (Stine Elisabeth Larsen; * 5. November 1975 in Bergen) ist eine ehemalige norwegische Langstreckenläuferin.
1999 wurde sie Vierte bei der Route du Vin. Im Jahr darauf belegte sie bei den Crosslauf-Weltmeisterschaften in Vilamoura auf der Kurzstrecke den 49. Platz, wurde Zweite bei den 20 van Alphen, siegte beim Göteborgsvarvet, wurde Zweite bei der Route du Vin und Zwölfte bei den Halbmarathon-Weltmeisterschaften in Veracruz.
2001 verteidigte sie ihren Titel beim Göteborgsvarvet. Bei ihrem Debüt über die 42,195-km-Distanz wurde sie 2002 Dritte beim Amsterdam-Marathon. 2003 siegte sie beim Turin-Marathon und kam beim Marathon der Leichtathletik-Weltmeisterschaften in Paris/Saint-Denis auf den 17. Platz.
Mit einem vierten Platz beim Hamburg-Marathon 2004 qualifizierte sie sich für den Marathon der Olympischen Spiele in Athen, bei dem sie auf Rang 24 einlief. 2006 wurde sie Zwölfte beim London-Marathon.
1999 wurde sie norwegische Meisterin im Halbmarathon und im Crosslauf.

## Persönliche Bestzeiten
- 5000 m: 15:46,02 min, 18. Juni 1997, Helsinki
- 10.000 m: 32:28,16 min, 1. April 2000, Lissabon
- Halbmarathon: 1:09:28 h, 13. Mai 2000, Göteborg
- Marathon: 2:27:06 h, 20. Oktober 2002, Amsterdam